# Belagerung von Bari
Die Belagerung von Bari durch eine normannisch-süditalienische Streitmacht unter Robert Guiskard († 1085) begann am 5. August 1068 und endete mit der Kapitulation der byzantinischen Verteidiger am 15. April 1071.

## Ausgangslage
Normannische Pilger, die 1016 nach Apulien gereist waren, wurden vom langobardischen Adligen Meles von Bari überzeugt, an seiner Revolte gegen die byzantinische Herrschaft in Süditalien teilzunehmen. In den folgenden Jahren kämpften normannische Söldner in der Region für verschiedene Herrscher und konnten so stückweise an Einfluss gewinnen. Mit der Belehnung Rainulfs Drengot mit der Grafschaft Aversa im Jahr 1030 begann eine eigene normannische Herrschaftsbildung. In den folgenden Jahrzehnten konnten die Normannen ihre Besitztümer in Süditalien stetig vergrößern. Von 1060 an waren nur noch einige wenige Küstenstädte in byzantinischer Hand, bis schließlich Bari als letzte byzantinische Stadt auf dem italienischen Festland verblieb. Zudem standen Teile von Sizilien unter normannischer Herrschaft, und Guiskard plante die Eroberung der ganzen Insel.

## Ablauf
Um ohne Feinde im Rücken Sizilien angreifen zu können, musste Guiskard zunächst Bari erobern. Da Bari schwer befestigt war, wagte er keinen direkten Angriff, sondern begann am 5. August 1068 eine langwierige Belagerung. Guiskard hatte zudem keine Erfahrungen mit Belagerungen und verlegte sich so zwangsläufig auf die Blockade der Hafenstadt, auch mit Hilfe einer künstlich angelegten Seebrücke zur Blockierung des Hafens. Nach dem Beginn der Belagerung entsandte die pro-byzantinische Partei der Stadt, welche die meisten Einwohner der Stadt für ein Ausharren gewinnen konnte, einen Boten nach Konstantinopel, um für Entsatz zu bitten. Die eilig entsandten Hilfstruppen wurden jedoch von Robert Guiskard in einer Feldschlacht vollständig aufgerieben. Zermürbt von den folgenden drei Jahren des Hungers und ohne Hoffnung auf weiteren Entsatz ergaben sich die Bewohner der Stadt am 15. April 1071 dem normannischen Herzog. Dieser behandelte die reichen Einwohner Baris sehr zuvorkommend und konnte sich so schnell ihre Unterstützung sichern.

## Folgen
Der Fall Baris bedeutete das unwiderrufliche Ende der byzantinischen Herrschaft auf der Apenninenhalbinsel, die seit den Gotenkriegen Kaiser Justinians I. (reg. 527–565) bestanden hatte.